# Cubières-sur-Cinoble
Cubières-sur-Cinoble è un comune francese di 102 abitanti situato nel dipartimento dell'Aude nella regione dell'Occitania.

## Società

### Evoluzione demografica
Abitanti censiti